# 长萼树参
长萼树参（学名：Dendropanax productus）是五加科树参属的植物，为中国的特有植物。分布于中国大陆的广东等地，生长于海拔350米至885米的地区，见于山谷疏林中，目前尚未由人工引种栽培。